# VDNCh (Moskvas tunnelbana)
VDNCh (ryska: ВДНХ), är en tunnelbanestation på Kaluzjsko–Rizjskajalinjen i Moskvas tunnelbana.
Stationen är namngiven efter det tidigare namnet på parken Allryska utställningscentret, det stora mäss- och utställningsområdet i närheten. Stationen invigdes 1958 och var då den nordligaste stationen på Rizjskajalinjen.
Stationen finns även med i boken Metro 2033 och är huvudpersonens hemstation.